# Collegium Cantorum Köln
Das Collegium Cantorum Köln (abgekürzt CCK) ist ein deutscher gemischter Kammerchor aus Köln.
Er wurde 1992 durch den Chorleiter und Musikwissenschaftler Thomas Gebhardt (* 1969 in Köln) gegründet. Der Schwerpunkt des Chors liegt auf der Musik des Früh- und Hochbarocks, wobei man sich der historischen Aufführungspraxis verpflichtet sieht. Außerdem hat sich der Chor mit Aufführungen Neuer Musik einen Namen gemacht. Zusammenarbeit mit Komponisten wie Markus Stockhausen, Donatus Haus, Karl Kaufhold, Friedrich Radermacher. Der Chor wirkte über den Kölner Raum hinaus beim Deutschen Katholikentag, beim Ökumenischen Kirchenmusikfestival, beim Festival Bayreuther Barock. Die deutsche Erstausstrahlung von Benjamin Brittens Kantate The World of the Spirit wurde im Januar 2005 vom WDR-Hörfunk als Livemitschnitt des Chores gesendet. Im September 2006 war der Chor an der ersten modernen Wiederaufführung des Openpasticcios Giove in Argo von Georg Friedrich Händel im Markgräflichen Opernhaus Bayreuth beteiligt.

## CD-Veröffentlichungen
- Daniel und Henry Purcell, Music for St Cecilia (Konzertmitschnitt)
- Joseph Haydn: Die Schöpfung (Konzertmitschnitt)
- Gioachino Rossini: Petite Messe solennelle (Konzertmitschnitt)
- Heinrich Schütz: Johannespassion / Franz Liszt: Via Crucis (Konzertmitschnitt)
- Markus Stockhausen / Donatus Haus: Sphärenmusik (Konzertmitschnitt)